# Embaixada das Filipinas em Lisboa
A Embaixada das Filipinas em Lisboa é a missão diplomática das Filipinas em Portugal. Situa-se na freguesia de Santo António, no centro de Lisboa, junto à Casa-Museu Medeiros e Almeida, e perto da Avenida da Liberdade e da Praça do Marquês de Pombal. Embora a atual chancelaria date de 2010, as Filipinas também mantiveram uma embaixada residente em Portugal entre 1965 e 1974.

## História
Embora as relações diplomáticas entre as Filipinas e Portugal tenham sido estabelecidas a 3 de setembro de 1959, durante a presidência de Carlos P. Garcia, as Filipinas não abriram imediatamente uma missão diplomática em Portugal. O sucessor de Garcia, Diosdado Macapagal, assinaria uma ordem administrativa designando uma embaixada em Portugal em 20 de março de 1965, e quase três meses mais tarde, em 8 de junho de 1965, anunciou que as Filipinas abririam uma embaixada residente em Lisboa ainda nesse ano.
O sucessor de Macapagal, Ferdinando Marcos, ordenaria posteriormente o encerramento da Embaixada em 1974. Embora não existisse uma embaixada residente em Portugal, as relações eram conduzidas através de um consulado honorário, liderado por Manuel Pinheiro, e o país foi colocado sob a jurisdição da Embaixada das Filipinas em Paris.
A Embaixada das Filipinas em Lisboa foi reaberta em 2010, durante a presidência de Gloria Macapagal-Arroyo, mais ou menos na mesma altura em que foram também abertas novas embaixadas na Finlândia, Irlanda e Polónia. O sucessor de Arroyo, Benigno Aquino III, nomearia mais tarde Philippe J. Lhuillier, na altura a servir na Embaixada das Filipinas em Roma como embaixador em Itália, como embaixador em Portugal. Lhuillier, que na altura servia na Embaixada das Filipinas em Roma como embaixador em Itália, como embaixador em Portugal, tendo Lhuillier assumido o seu posto a 8 de outubro de 2012. Em 2015, a jurisdição da Embaixada foi alargada para incluir Angola, Cabo Verde, Guiné-Bissau e São Tomé e Príncipe, cobrindo a maioria dos países africanos de língua portuguesa.
Depois de uma expansão maciça da presença diplomática das Filipinas no estrangeiro durante a presidência de Arroyo, em 2010 o Senador Franklin Drilon questionou a necessidade de embaixadas em países com pequenas comunidades filipinas, incluindo vários países da Europa, e apelou a uma revisão da presença diplomática das Filipinas em todo o mundo, o que levaria ao encerramento de dez postos durante o mandato de Aquino, que entrou em vigor em 31 de outubro de 2012: Victoria “Vickie” Villar, que liderou uma marcha de protesto contra o então iminente encerramento do Consulado-Geral das Filipinas em Frankfurt, exigiu que a embaixada em Lisboa fosse encerrada, uma vez que havia menos filipinos em Portugal do que na Alemanha.

## Pessoal e actividades
A Embaixada das Filipinas em Lisboa é atualmente chefiada pelo Embaixador Paul Raymund P. Cortes, que foi nomeado para o cargo pelo Presidente Bongbong Marcos a 11 de maio de 2023. Antes de se tornar Embaixador, Cortes, um diplomata de carreira, serviu como Secretário Adjunto para os Assuntos dos Trabalhadores Migrantes, e antes disso serviu como Cônsul-Geral no Consulado Geral das Filipinas no Dubai. A sua nomeação foi confirmada pela Comissão de Nomeações em 31 de maio de 2023, e apresentou as suas credenciais ao Presidente de Portugal Marcelo Rebelo de Sousa em 28 de novembro de 2023.
Muitas das actividades da Embaixada estão relacionadas com o aprofundamento e o reforço dos laços culturais e económicos entre as Filipinas e Portugal - laços que Lhuillier descreveu como estando “estagnados” e que deveriam ser reavivados. Entre as suas actividades incluem-se a organização de uma exposição sobre os tapetes banig de Basey, a facilitação de um workshop sobre as tradições de tecelagem das Filipinas, a realização de uma mesa redonda sobre Portugal como destino de investimento para as empresas filipinas, e a promoção das Filipinas como destino turístico.
Para além destas actividades, a Embaixada também realiza actividades de bem-estar para a comunidade filipina em Portugal, incluindo alertar os filipinos contra listas de empregos fraudulentos inexistentes em Portugal, e registar os marítimos filipinos baseados no país como eleitores nas próximas eleições.